# ピレリ・スタジアム
ピレリ・スタジアム(Pirelli Stadium)は、イングランドスタッフォードシャーバートン＝アポン＝トレントにある多目的スタジアム。現在は、バートン・アルビオンFCのホームスタジアムとなっている。収容人数は6,500人。

## 歴史
記念すべき最初の試合は、2005年11月14日にマンチェスター・ユナイテッドFCとの間で行われ2-1でバートンが勝利を収めている。2006年にもここでマンチェスター・ユナイテッドと対戦して0-0と引き分けている。

## 入場者数

### 平均入場者数
- 2007-2008: 1,956 (カンファレンス・ナショナル)
- 2006-2007: 1,869 (カンファレンス・ナショナル)
- 2005-2006: 1,724 (カンファレンス・ナショナル)
- 2004-2005: 1,368 (カンファレンス・ナショナル)

### 最多入場者数
- 6,191 (FAカップ 3回戦) バートン v マンチェスター・ユナイテッド, 2006.1.08